# Acanthodactylus scutellatus
Espèce
Synonymes
- Lacerta scutellata Audouin, 1827
- Acanthodactylus scutellatus var. audouini Boulenger, 1918

Acanthodactylus scutellatus est une espèce de sauriens de la famille des Lacertidae.

## Répartition
Cette espèce se rencontre au Mali, au Niger, au Tchad, en Algérie, en Tunisie, en Libye, au Soudan, en Égypte, en Israël, en Arabie saoudite, au Koweït et en Irak.

## Liste des sous-espèces
Selon The Reptile Database (7 décembre 2012) :
- Acanthodactylus scutellatus audouini Boulenger, 1918
- Acanthodactylus scutellatus scutellatus (Audouin, 1827)

## Publications originales
- Audouin, 1827 : Explication sommaire des planches de reptiles (supplément), publiées par Jules-César Savigny, membre de l'Institut; offrant un exposé des caractères naturels des genres, avec la distinction des espèces. Description de l'Égypte, Histoire naturelle, Volume I, p. 97–140 (texte intégral).
- Boulenger, 1918 : Sur les lézards du genre Acanthodactylus Wieg. Bulletin de la Société zoologique de France, vol. 43, p. 143-155 (texte intégral).